# Liste der Naturdenkmale in Aichwald
| Naturdenkmale | Anzahl |
| ------------- | ------ |
| FND           | 7      |
| END           | 10     |
| Gesamt        | 17     |

Die Liste der Naturdenkmale in Aichwald nennt die verordneten Naturdenkmale (ND) der im baden-württembergischen Landkreis Esslingen liegenden Gemeinde Aichwald. In Aichwald gibt es insgesamt siebzehn als Naturdenkmal geschützte Objekte, davon sieben flächenhafte Naturdenkmale (FND) und zehn Einzelgebilde-Naturdenkmal (END).
Stand: 30. Oktober 2016.

## Flächenhafte Naturdenkmale (FND)
| Name                                                    | Bild | Kennung     | Einzelheiten        | Position | Fläche Hektar | Datum         |
| ------------------------------------------------------- | ---- | ----------- | ------------------- | -------- | ------------- | ------------- |
| Feuchtgebiet im Gewann Hummelwiese                      |      | 81160760111 | Aichwald            | ⊙        | 0,8           | 30. Juni 1994 |
| Feuchtgebiet im Gewann Mauswiesen                       |      | 81160760109 | Aichwald            | ⊙        | 0,4           | 30. Juni 1994 |
| Feuchtgebiet im Gewann Stußwiesen                       | BW   | 81160760112 | Aichwald            | ⊙        | 0,3           | 30. Juni 1994 |
| Lauf des Strümpfelbaches mit Wasserfall und Feuchtwiese |      | 81190910007 | Aichwald, Weinstadt | ⊙        | 1,8           | 31. Dez. 1986 |
| Quellenhang im Schweizerbachtal                         |      | 81190910027 | Aichwald, Weinstadt | ⊙        | 0,5           | 17. Aug. 1981 |
| Schelmenklinge                                          |      | 81160760114 | Aichwald            | ⊙        | 1,1           | 30. Juni 1994 |
| Schluchtwald im Gewann Schützenrain                     | BW   | 81160760113 | Aichwald            | ⊙        | 0,5           | 30. Juni 1994 |
| Legende für Naturdenkmal                                |      |             |                     |          |               |               |

## Einzelgebilde (END)
| Name                                 | Bild | Kennung     | Einzelheiten                          | Position | Fläche Hektar | Datum         |
| ------------------------------------ | ---- | ----------- | ------------------------------------- | -------- | ------------- | ------------- |
| Birnbaum im Gewann Birkenrain        | BW   | 81160760107 | Aichwald                              | ⊙        | 0,0           | 30. Juni 1994 |
| Elsbeerbaum im Gewann Eglesweiler    | BW   | 81160760115 | Aichwald                              | ⊙        | 0,0           | 30. Juni 1994 |
| Elsbeerbaum im Gewann Schlauchwiesen | BW   | 81160760108 | Aichwald                              | ⊙        | 0,0           | 30. Juni 1994 |
| Kopfweide im Gewann Hauwiesen        |      | 81160760110 | Aichwald                              | ⊙        | 0,0           | 30. Juni 1994 |
| 1 Eiche (Luthereiche)                |      | 81160760102 | Aichwald Denkmal existiert nicht mehr | ⊙        | 0,0           | 25. Aug. 1983 |
| 1 Linde (Friedenslinde)              |      | 81160760105 | Aichwald                              | ⊙        | 0,0           | 25. Aug. 1983 |
| 1 Linde                              |      | 81160760103 | Aichwald                              | ⊙        | 0,0           | 25. Aug. 1983 |
| 1 Linde                              |      | 81160760104 | Aichwald                              | ⊙        | 0,0           | 25. Aug. 1983 |
| 1 Linde                              | BW   | 81160760106 | Aichwald                              | ⊙        | 0,0           | 25. Aug. 1983 |
| 2 Linden (3 Linden)                  | BW   | 81160760101 | Aichwald                              | ⊙        | 0,0           | 25. Aug. 1983 |
| Legende für Naturdenkmal             |      |             |                                       |          |               |               |